# Walter Raleigh

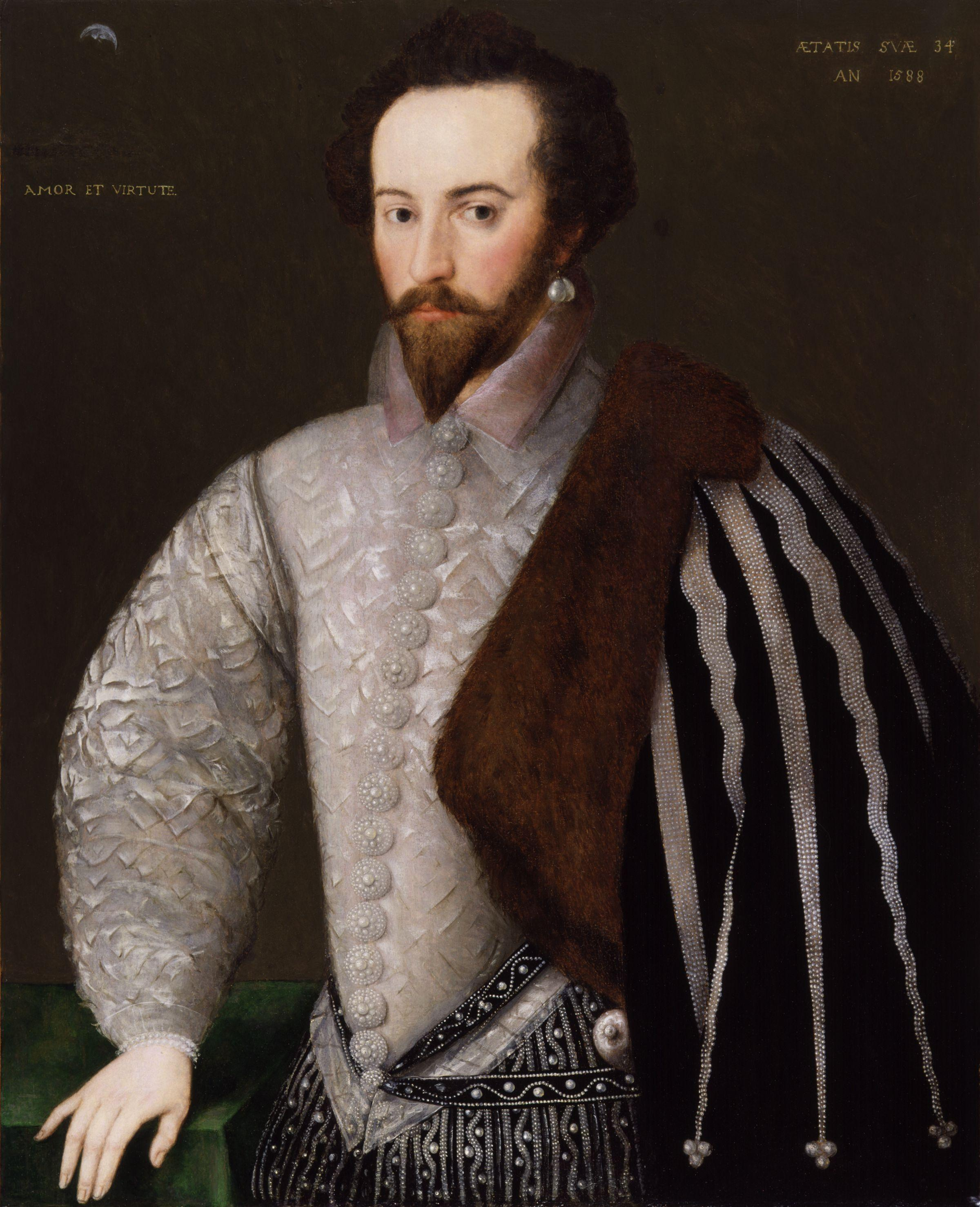
Porträt von Sir Walter Raleigh (1588)

Sir Walter Raleigh (auch Rawley, Ralegh oder Rawleigh; * 1552 oder 1554 in Hayes Barton, Devonshire, Königreich England; † 29. Oktober 1618 in London, hingerichtet) war ein englischer Seefahrer, Entdecker, Soldat, Spion, Dichter und Schriftsteller sowie Staatsmann während der Regierungszeit von Elisabeth I.

## Leben

### Aufstieg

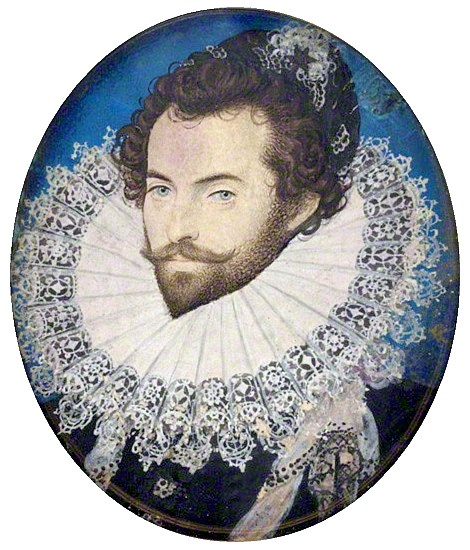
Sir Walter Raleigh, Porträt von Nicholas Hilliard, 1585

Um 1552 oder 1554 wurde Walter Raleigh als vierter Sohn einer adeligen, jedoch wenig begüterten protestantischen Familie in Hayes Barton, Devonshire, geboren. Immerhin konnte Walter später am Oriel College in Oxford studieren.
Im Jahr 1569 beteiligte er sich auf hugenottischer Seite unter Admiral Coligny an den Religionskriegen in Frankreich. Nach fast fünf Jahren in Frankreich schloss er sich mit seinem Halbbruder Sir Humphrey Gilbert zusammen. Gemeinsam unternahmen sie einige Piratenfahrten nach Westindien. Der Versuch, 1578 nach Nordamerika zu segeln, um dort den Traum Gilberts von einer Siedlerkolonie zu erfüllen, scheiterte.
Wie sein Halbbruder ging Raleigh 1580 nach Irland. Dort diente er bei der Unterwerfung des Landes als Befehlshaber einer englischen Kompanie.
Durch seine militärischen Taten in Irland wurde Königin Elisabeth I. auf ihn aufmerksam. Raleigh kam 1581 an den englischen Hof und gewann die Gunst und Freundschaft der Königin. Von dieser wurde er am 6. Januar 1585 als Knight Bachelor geadelt. Bereits ein Jahr später wurde er zum Vizeadmiral ernannt und war außerdem von 1584 bis 1587 als Knight of the Shire für Devon Mitglied des Unterhauses des englischen Parlaments.

### Koloniegründung und Südamerikaexpedition

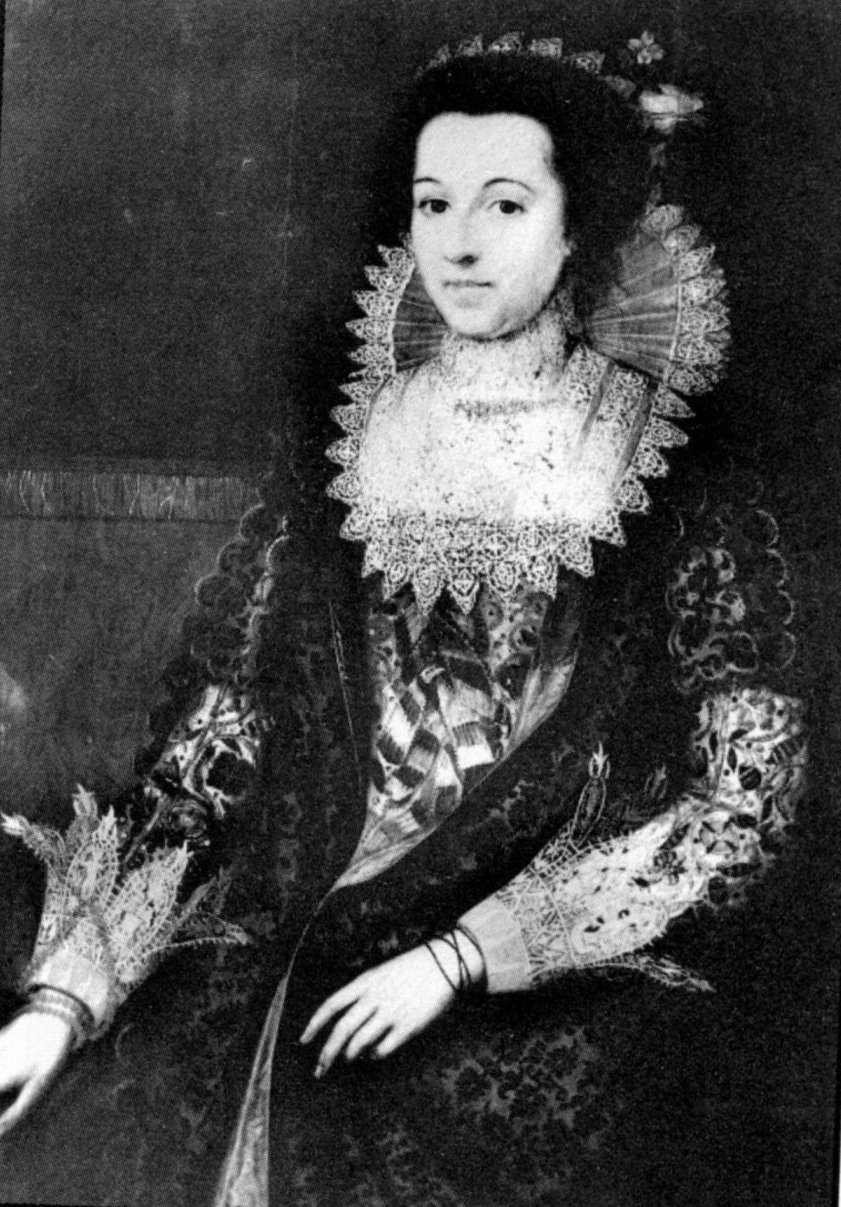
Elizabeth Throckmorton (1565–1647)

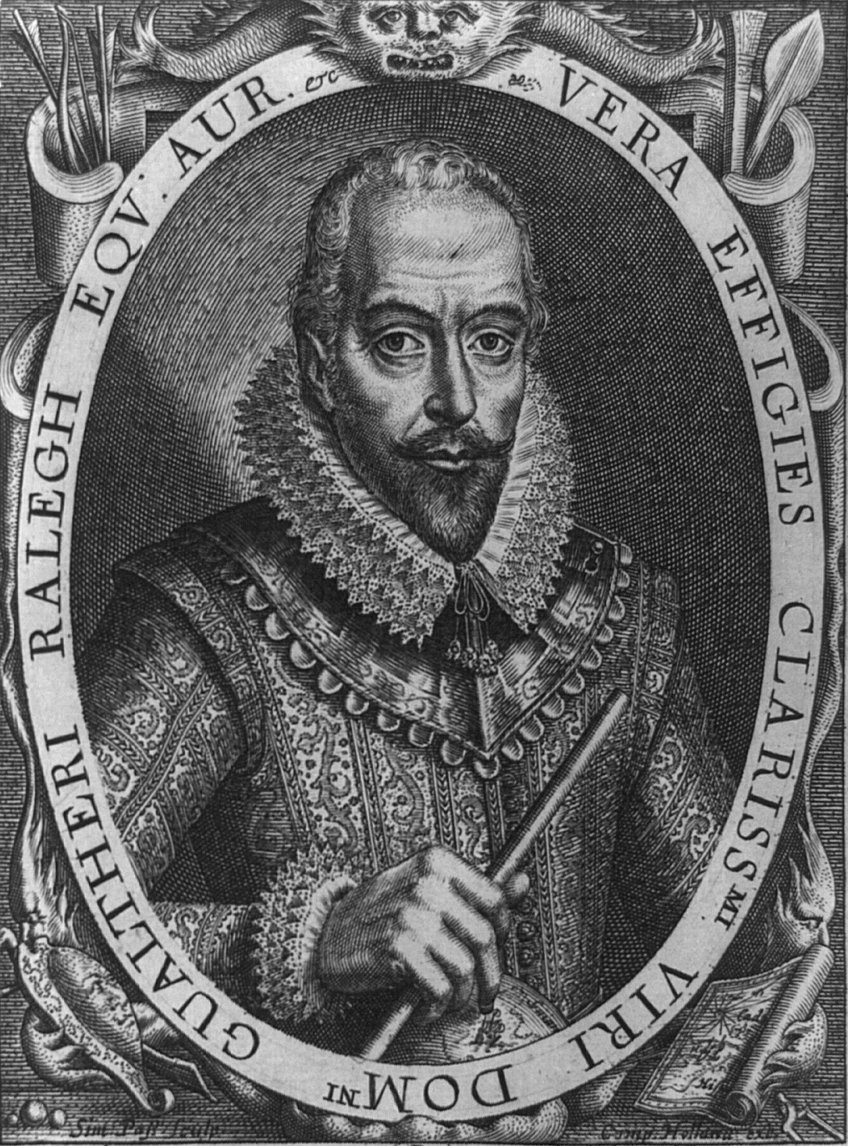
Porträt Raleighs im fortgeschrittenen Alter

Ausgestattet mit Handelsprivilegien und als Berater im engsten Kreis der Königin wurde er zu einer der einflussreichsten Persönlichkeiten Englands. Dabei verfolgte er weiter seine Pläne zur Gründung von englischen Überseekolonien in Nordamerika. Mit Unterstützung von vermögenden Investoren finanzierte er mehrere Reisen nach Virginia, um dort seine kolonialen Ziele zu verwirklichen. Ihm selbst verbot die Königin jedoch die Teilnahme an den Expeditionen. Die Krone maß den Gründungen keine besondere Priorität zu, wichtiger war die Kolonisierung Irlands. Ein Ergebnis der von Raleigh finanzierten Expeditionen war im Jahr 1585 die Gründung von Roanoke in North Carolina. Diese erste englische Kolonie in der Geschichte Nordamerikas musste allerdings bereits ein Jahr später wieder aufgegeben werden. Ein weiterer Siedlungsversuch an derselben Stelle im Jahr 1587 mit 150 Kolonisten scheiterte gleichfalls.
Im selben Jahr übernahm Raleigh die Befehlsgewalt der königlichen Leibwache und war somit verantwortlich für die Sicherheit Elisabeths. Er beteiligte sich weiter an der Kolonisierung Irlands und siedelte auf einem von ihm erworbenen Landstrich Bauern mit ihren Familien an.
Für die Beteiligung Raleighs am Kampf gegen die spanische Armada gibt es keine Belege. Am 31. Mai 1592 heiratete Raleigh in London Elizabeth Throckmorton, Bess, einzige Tochter von Sir Nicholas Throckmorton und seiner Frau Anne Carew, sowie Lady of the Privy Chamber der Königin. Aus der Ehe gingen zwei Söhne, Walter und Carew, hervor. Kurz nachdem Raleighs Ehe am Hof bekannt geworden war, fiel er bei der Königin in Ungnade, wurde mit seiner Frau einige Monate im Tower of London festgesetzt und anschließend für fünf Jahre vom Hof verstoßen. Er zog sich zum Schreiben zurück und gründete eine Gemeinschaft des wissenschaftlichen und künstlerischen Austauschs, die School of Night.
1595 führte Raleigh eine Expedition nach Südamerika an, um dort das Goldland El Dorado zu suchen. Die Expedition erforschte den Orinoco, ohne jedoch das sagenhafte El Dorado zu finden. Nach seiner Rückkehr nach England publizierte Raleigh 1596 seinen Reisebericht The discoverie of the large rich, and bewtiful empyre of Guiana.
Im Jahr 1596 beteiligte sich Raleigh an der Eroberung von Cádiz in Spanien. Er erlangte wieder die königliche Gunst, von 1597 bis 1598 war er erneut Unterhausmitglied, diesmal als Knight of the Shire für Dorset, und wurde im Jahr 1600 zum Gouverneur der Insel Jersey ernannt. 1601 war er zeitweise als Knight of the Shire für Cornwall Unterhausmitglied.

### Haft, Begnadigung und Tod

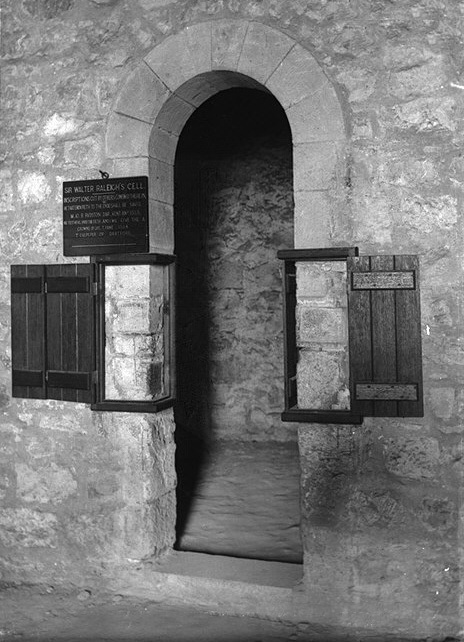
Raleighs Zelle im Tower of London, Aufnahme von 1890

Nach dem Tod Elisabeths I. 1603 fiel er beim neuen König Jakob I. in Ungnade. Wegen des Vorwurfs der Verschwörung mit Spanien wurde Raleigh zum Tode verurteilt; später wurde das Urteil zu einer lebenslangen Freiheitsstrafe umgewandelt und Raleigh im Tower of London inhaftiert. Hinter der Verurteilung eines der bekanntesten Wortführer gegen Spanien stand das Bestreben Jakobs I., Frieden mit Spanien zu schließen. Im Jahr 1604 wurde dieser schließlich besiegelt.
Raleigh blieb dreizehn Jahre in Haft. In dieser Zeit schrieb er seine History of the World.
Am 19. März 1616 wurde er aus dem Tower freigelassen. In der Folgezeit unternahm er mit dem Ziel, Goldminen in Guayana zu finden, eine weitere Expedition nach Südamerika. Die Reise war erfolglos, und bei Kämpfen mit den Spaniern verlor Raleigh seinen Sohn Walter.
Bei seiner Rückkehr wurde er auf Betreiben Spaniens erneut verhaftet und zum Tode verurteilt. Am 29. Oktober 1618 wurde er hingerichtet. Es existieren zwei verschiedene Versionen von Raleighs letzten Worten: „Wenn das Herz am rechten Fleck ist, spielt es keine Rolle, wo der Kopf ist.“ oder „Dies [die Enthauptung] ist eine scharfe Medizin, doch es ist ein Medicus für alle Krankheiten.“

## Rezeption

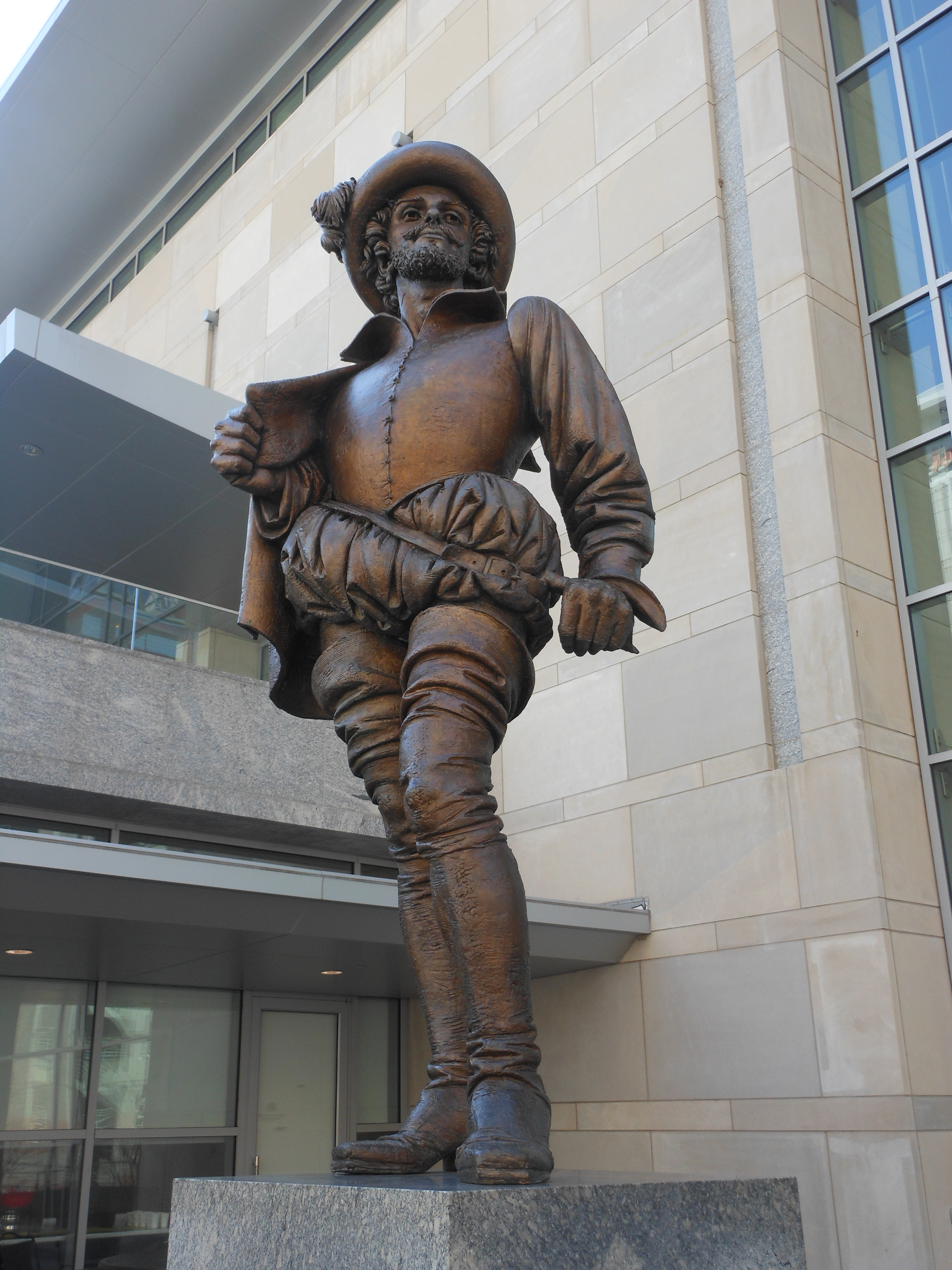
Raleighs Statue in Raleigh, North Carolina

Zur Ehren des Koloniegründers Walter Raleigh wurden in den Vereinigten Staaten die Hauptstadt von North Carolina und die Provinz Raleigh County in West Virginia benannt. Er ging als Figur der elisabethanischen Zeit in die populäre Kultur ein, etwa in Romanen und Filmen. So wurde er in Günstling einer Königin (1939) von Vincent Price verkörpert, und Richard Todd spielte den jungen Raleigh in seiner Anfangszeit am Hof Elisabeths im amerikanischen Spielfilm Die jungfräuliche Königin (1955). Im britisch-französischen Film Elizabeth – Das goldene Königreich (2007) spielte Clive Owen Walter Raleigh. Bei der Zuschauerwahl der 100 Greatest Britons der BBC 2002 belegte er Platz 93.
Raleigh wird oft mit der Einführung von Tabak in England in Verbindung gebracht, obwohl das Rauchen von Tabak vermutlich bereits deutlich früher den Einzug in Europa gefunden hatte. Im Song I’m So Tired auf dem Album The Beatles (auch White Album genannt) von den Beatles wird Raleigh von John Lennon in der folgenden Passage für die Popularisierung von Tabak verflucht:
I’m so tired, I’m feeling so upset,

Although I’m so tired, I’ll have another cigarette,

And curse Sir Walter Raleigh,

He was such a stupid git!

## Werke
Walter Raleigh ist der Autor von The Last Fight of the Revenge (1591), The Discovery of Guiana (1596) und des ersten Bandes von History of the World (1614). Im 19. Jahrhundert erschien eine Gesamtausgabe seiner Werke:
- William Oldys (Hrsg.): The Works of Sir Walter Ralegh, Kt. 8 Bde. Franklin, New York 1829 (Digitalisate im Internet Archive).

Ausgaben einzelner Werke:
- Agnes Latham (Hrsg.): The Letters of Sir Walter Ralegh. University of Exeter Press, Exeter 1999, ISBN 0-85989-527-0.
- Agnes Latham (Hrsg.): Selected Prose and Poetry. Athlone, London 1965.
- Constantinos A. Patrides (Hrsg.): The History of the World. Macmillan, London 1971.
- Joyce Lorimer (Hrsg.): Sir Walter Ralegh’s Discoverie of Guiana. (= Works Issued by the Hakluyt Society. Third Series, Band 15.) Ashgate, London u. a. 2006, ISBN 0-904180-87-5 (auch als E-Text bei Project Gutenberg).
- Gold aus Guyana. Die Suche nach El Dorado 1595. Aus dem Englischen übertragen und hrsg. von Egon Larsen. Erdmann, Stuttgart 1988, ISBN 3-522-60690-6.